# 헤키난역
헤키난역(일본어: 碧南駅, へきなんえき)은 일본 아이치현 헤키난시에 소재하는 나고야 철도 미카와선의 남쪽 종착역이다. 역 번호는 MU11이다. manaca가 사용 가능하다.

## 역사
- 1914년 2월 5일: 미카와 철도의 오하마미나토역으로 영업 개시, 당초에는 종착역이었음.
- 1915년 11월 29일: 오하마 임항선(후, 오하마구치 지선)의 연장 개통으로 중간역이 됨.
- 1926년 9월 1일: 당역 ~ 가미야 역(후, 마쓰키지마 역) 구간 연장 개통.
- 1941년 6월 1일: 미카와 철도가 나고야 철도와 합병되어 동사의 미카와 선의 역이 됨.
- 1944년 12월 7일: 쇼와 도난카이 지진에 의하여 역사가 피해를 입음.
- 1946년 8월 1일: 오하마구치 지선이 폐지됨.
- 1947년 6월: 2대 역사 준공.
- 1954년 4월 1일: 헤키난역으로 역명 변경.
- 1977년 5월 25일: 화물 영업 폐지, 측선 3선과 헤키난 방향의 화물 플랫폼 철거.
- 2004년 4월 1일: 당역 ~ 기라요시다 역 구간의 폐지에 따라 종착역이 되고 폐지 구간에 대체 버스의 운행 개시.
- 2005년
  - 8월 25일: 역 집중 관리 시스템을 도입하여 무인역이 됨.
  - 9월 14일: 트랜 패스 도입.
- 2011년 2월 11일: IC카드 승차권 "manaca" 공용 개시.
- 2012년 2월 29일: 트랜 패스 공용 종료.

## 역 구조
섬식 승강장 1면 2선의 지상역이다. 역사나 승강장은 구내 건널목에서 연결된다. 종착역임에도 불구하고 역 집중 관리 시스템에 의한 무인역인 관계로, 지류 역에서 원격 관리된다. 보선원과 파트의 청소원은 낮 시간대에 있다. 역 남쪽 과거의 본선 부분을 포함한 곳에 유치선이 있었고 차량의 야간 주박, 입환이 실시되었다. 그래서, 무인역이지만 운전 요원은 상주하고 있다. 또한, 본 역에 도착한 열차의 문을 여는 것도 운전 요원의 몫이다.

### 승강장
| 번호 | 노선        | 행선                              |
| ---- | ----------- | --------------------------------- |
| 1・2 | ■ 미카와 선 | 미카와타카하마・가리야・지류 방면 |

## 역 주변
헤키난 시 출범 전의 옛 오하마 마을에 소재하고 있어 헤키난 시 중심가는 남서쪽에 위치하고 있다.
- 헤키난 해변 수족관
- 헤키난 시 임해 공원
- 헤키난 시립 미나미 중학교
- 다몬 산 묘후쿠지 절(비샤몬)
- 코코노에미린・본사

## 사진

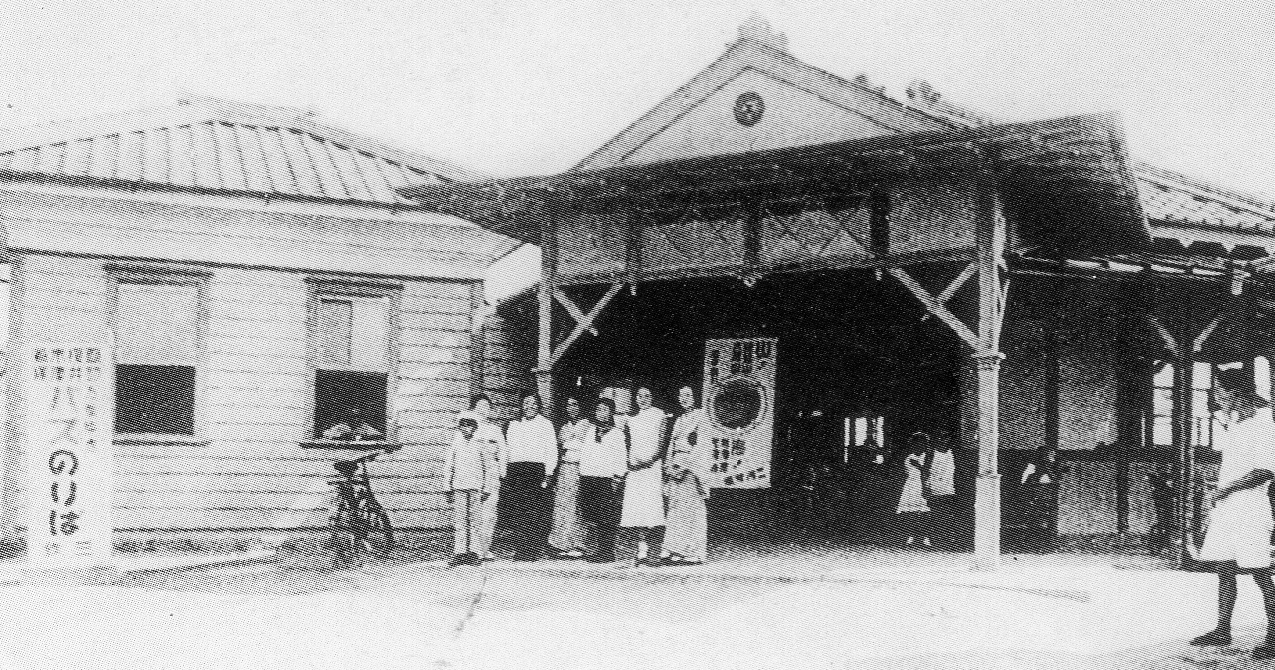
1944년의 헤키난 역사
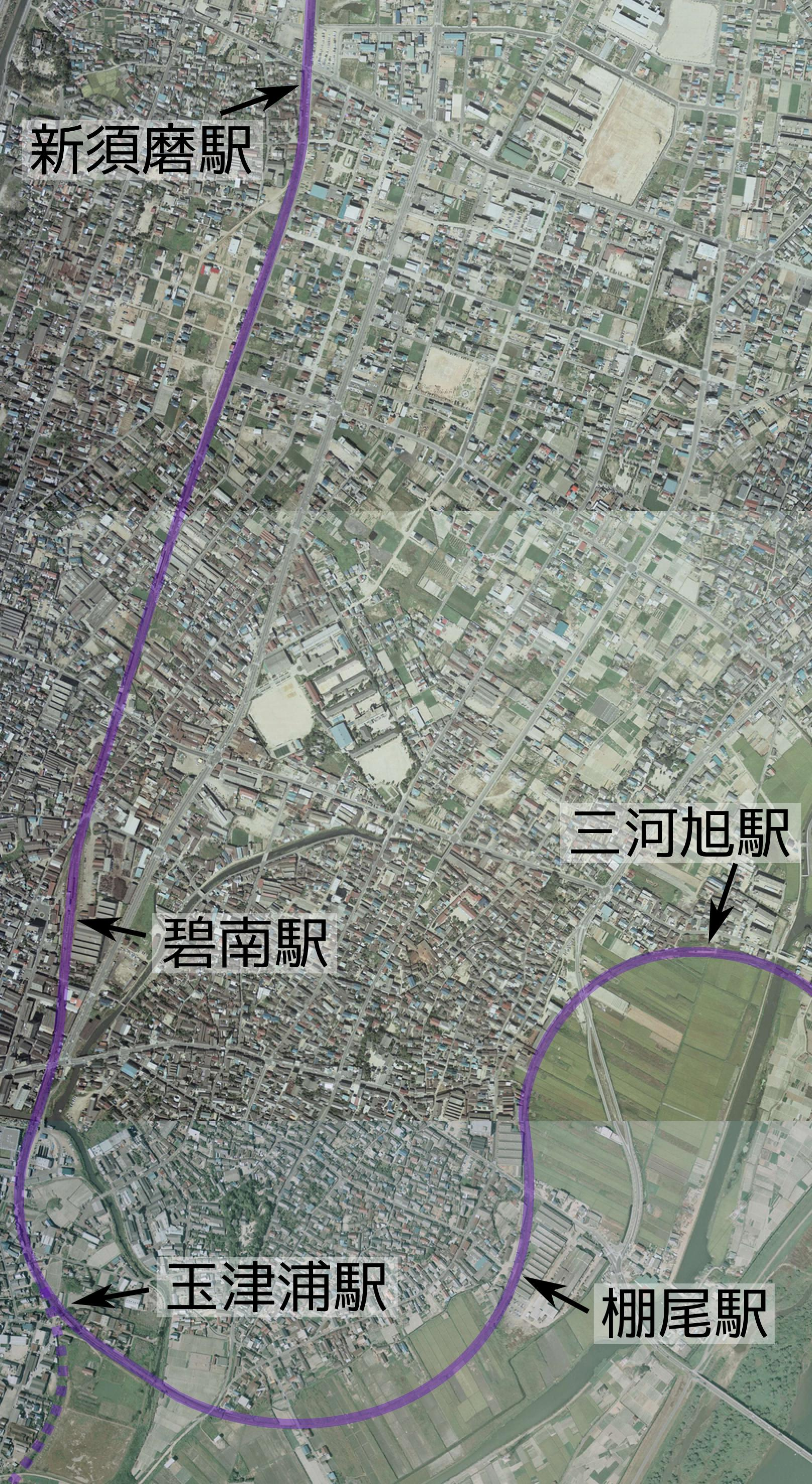
1977년의 미카와 선 노선도
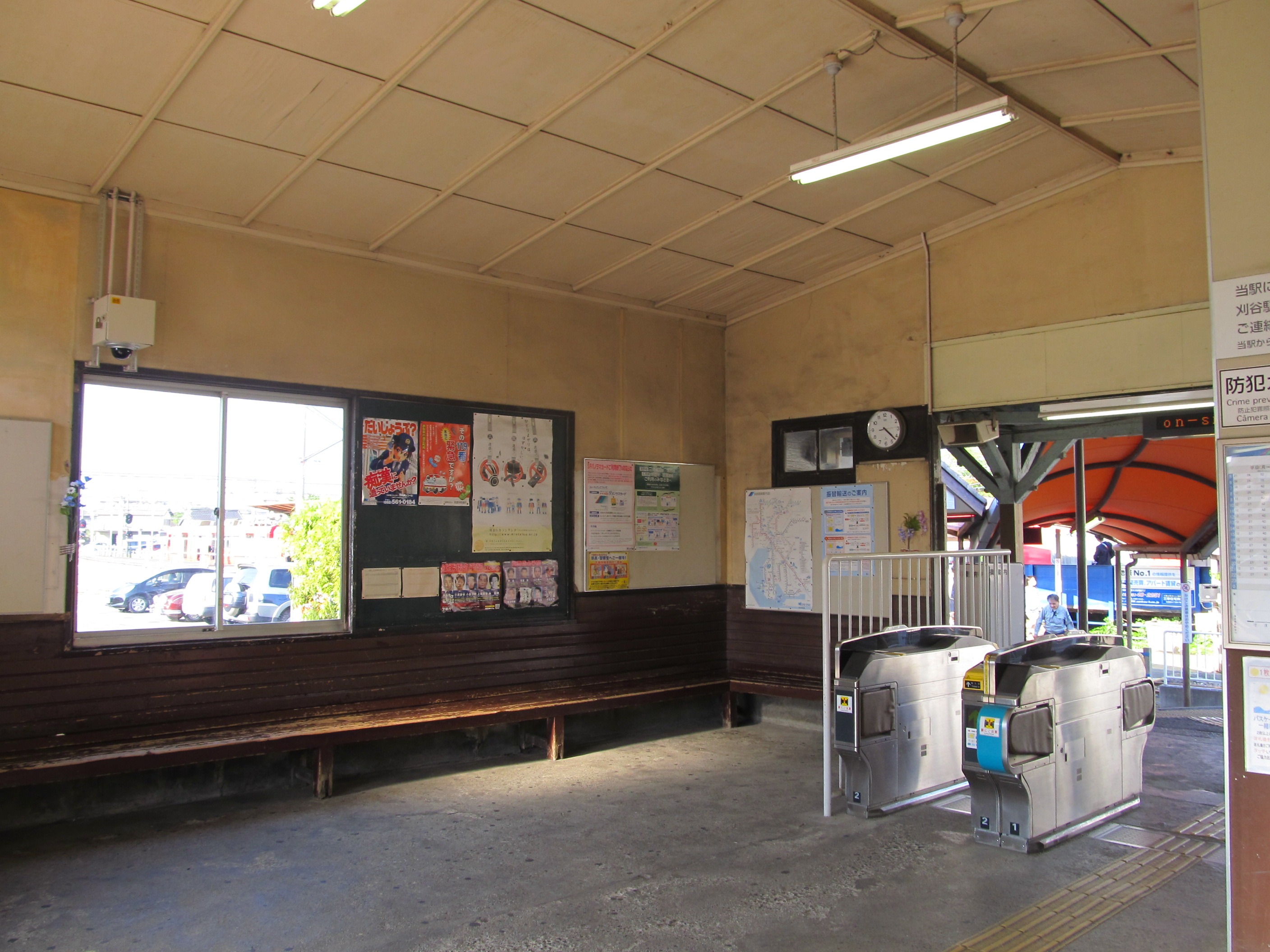
개찰구

## 인접역
| 나고야 철도 미카와선      | 나고야 철도 미카와선 | 나고야 철도 미카와선 |
| ------------------------- | -------------------- | -------------------- |
| MU10 헤키난추오 지류 방면 |                      | 시·종착역            |